# アレクセイ・ボロダフキン

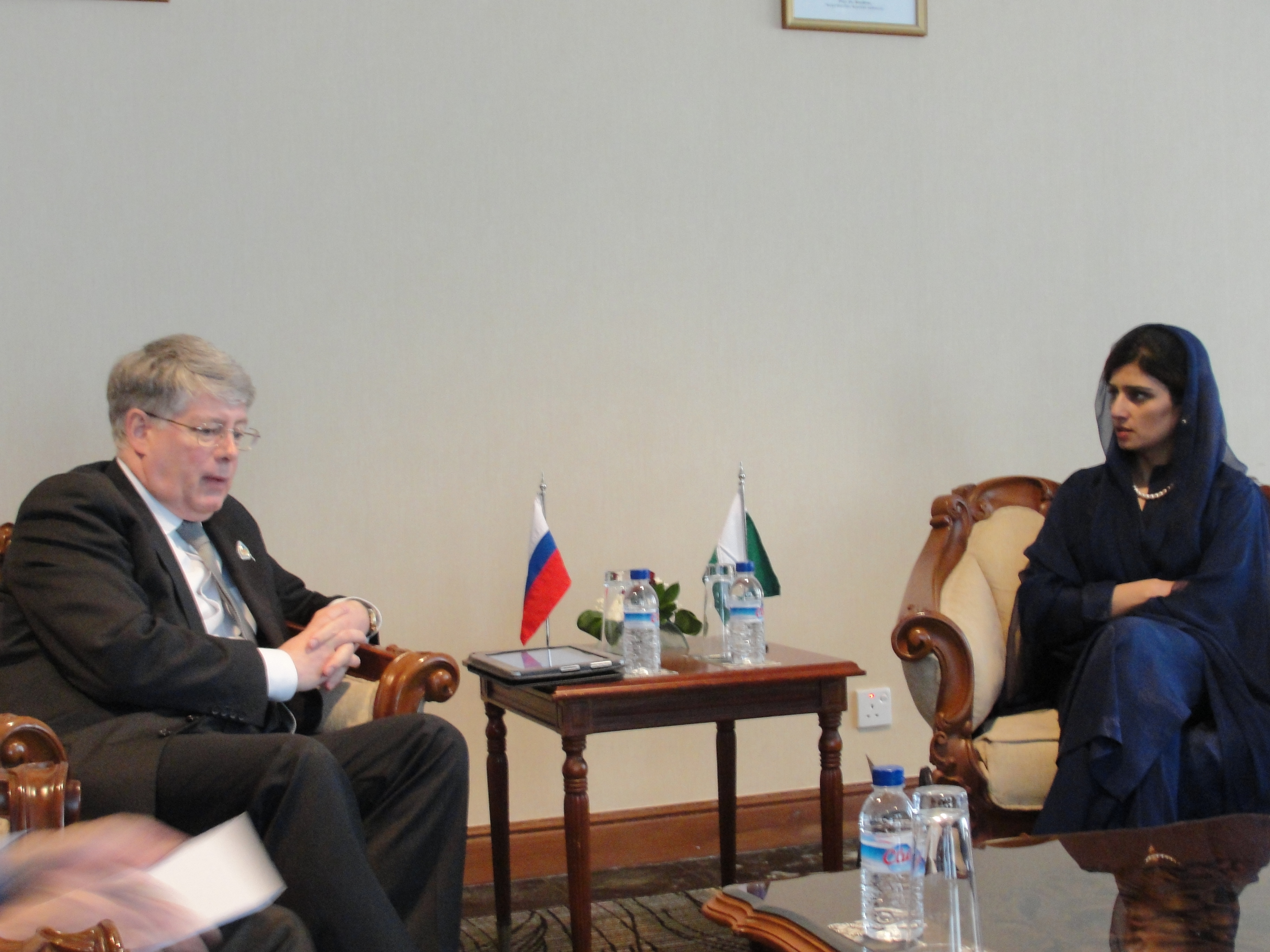
ヒナ・ラバニ・カル・パキスタン外相と会談するアレクセイ・ボロダフキン

アレクセイ・ニコラエヴィチ・ボロダフキン（ロシア語: Алексей Николаевич Бородавкин、ラテン文字転写の例：Aleksei Nikolaevich Borodavkin、1950年 - ）は、ロシアの外交官。2008年からロシア連邦外務次官。

## 経歴
1973年モスクワ国際関係大学を卒業する。1975年ソ連外務省に入省する。本省勤務の他、タイ、スロヴァキア、オーストリアの在外公館で勤務する。
1999年外務省CIS諸国第四局（カフカース）長。2002年駐スロヴァキア大使。2004年ウィーン駐在欧州安全保障協力機構（OSCE）常任代表（大使）。2008年3月27日からアレクサンドル・ロシュコフの後任として外務次官（アジア太平洋地域担当）に就任した。外務次官としてはアジア太平洋諸国における多国間協力政策を担当し、併せて北朝鮮の核開発問題に関する六カ国協議ではロシア首席代表を務める。
2008年（平成20年）6月4日に北海道洞爺湖サミットに先立ち来日し、記者会見で北方領土問題は日露両国の妥協によってのみ解決が可能だと強調した。2009年10月27日、来日し、佐々江賢一郎外務審議官、齋木昭隆アジア大洋州局長らとそれぞれ会談した。
英語と中国語に堪能。